# غاري واترس
غاري واترس (بالإنجليزية: Gary Waters)‏ هو مدرب كرة سلة أمريكي، ولد في 15 أغسطس 1951 في هايلاند بارك في الولايات المتحدة.

## وصلات خارجية
- الموقع الرسمي